# Oșești (gmina)
Oșești (wymowaⓘ) – gmina w Rumunii, w okręgu Vaslui. Obejmuje miejscowości Buda, Oșești, Pădureni i Vâlcele. W 2011 roku liczyła 3157 mieszkańców.